# Xie Zhenye
Xie Zhenye (em chinês:  谢震业; Anji, 17 de agosto de 1993) é um velocista chinês que compete em provas de 100 m e 200 metros rasos. Representou a China em três edições de Jogos Olímpicos, conquistando a medalha de bronze com a equipe de revezamento 4×100 metros em Tóquio 2020.

## Carreira
Logo em seus anos iniciais, Xie ganhou a medalha de ouro dos 200 metros na edição inaugural dos Jogos Olímpicos da Juventude, em Singapura 2010. Em 2011, ele estabeleceu um novo recorde pessoal nos 100 metros de 10,36 segundos e um melhor recorde nos 200 metros de 20,79 segundos. Dois anos depois já se classificou para seus primeiros Jogos Olímpicos "convencionais", onde disputou os 200 m, mas não avançou nas eliminatórias.
Nas Olimpíadas do Rio, em 2016, integrou o quarteto chinês de revezamento 4×100 metros ao lado de Tang Xingqiang, Su Bingtian e Zhang Peimeng. A equipe estabeleceu o recorde asiático de 37,82 segundos na qualificação, mas na bateria seguinte o mesmo recorde foi quebrado pelo Japão, com o tempo se mantendo apenas como recorde chinês.
Em 2018, Xie teve um recorde pessoal de 9,97 segundos nos 100 metros, tornando-o o segundo velocista chinês a registrar um tempo abaixo da barreira dos 10 segundos, depois de Su Bingtian. Nos Jogos Olímpicos de Tóquio, realizados em 2021, novamente integrou a equipe de revezamento e, assim como em 2016, terminou em quarto lugar na final. Porém com a desclassificação da Grã-Bretanha, a China foi elevada a terceira posição, conquistando a medalha de bronze.
Em 2023, na ausência de seu compatriota Su Bingtian que se encontrava lesionado, sagrou-se campeão dos Jogos Asiáticos de 2022 na prova de 100 metros, com o tempo de 9,97 segundos.